# خیارهای دریایی چرمی
خیارهای دریایی چرمی گیاهی (نام علمی: Holothuriidae) نام یک تیره از راسته خیارهای دریایی شاخک‌سپری است.

## نگارخانه

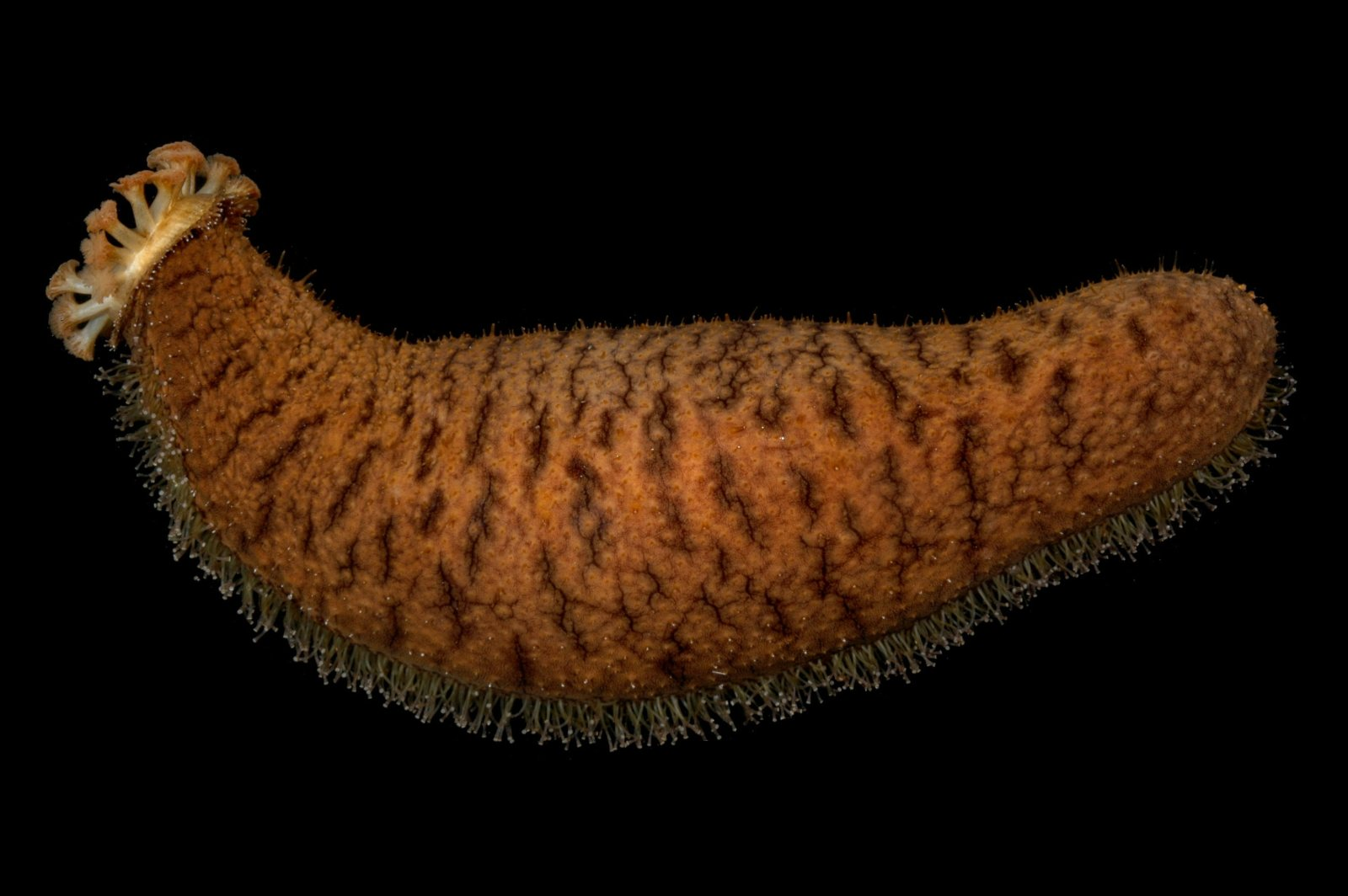
Actinopyga echinites
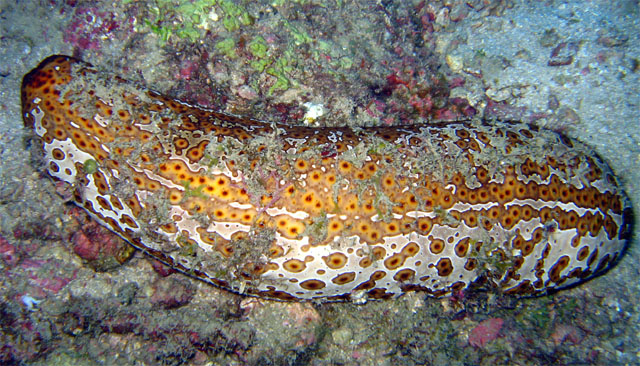
خیار دریایی یوزپلنگی
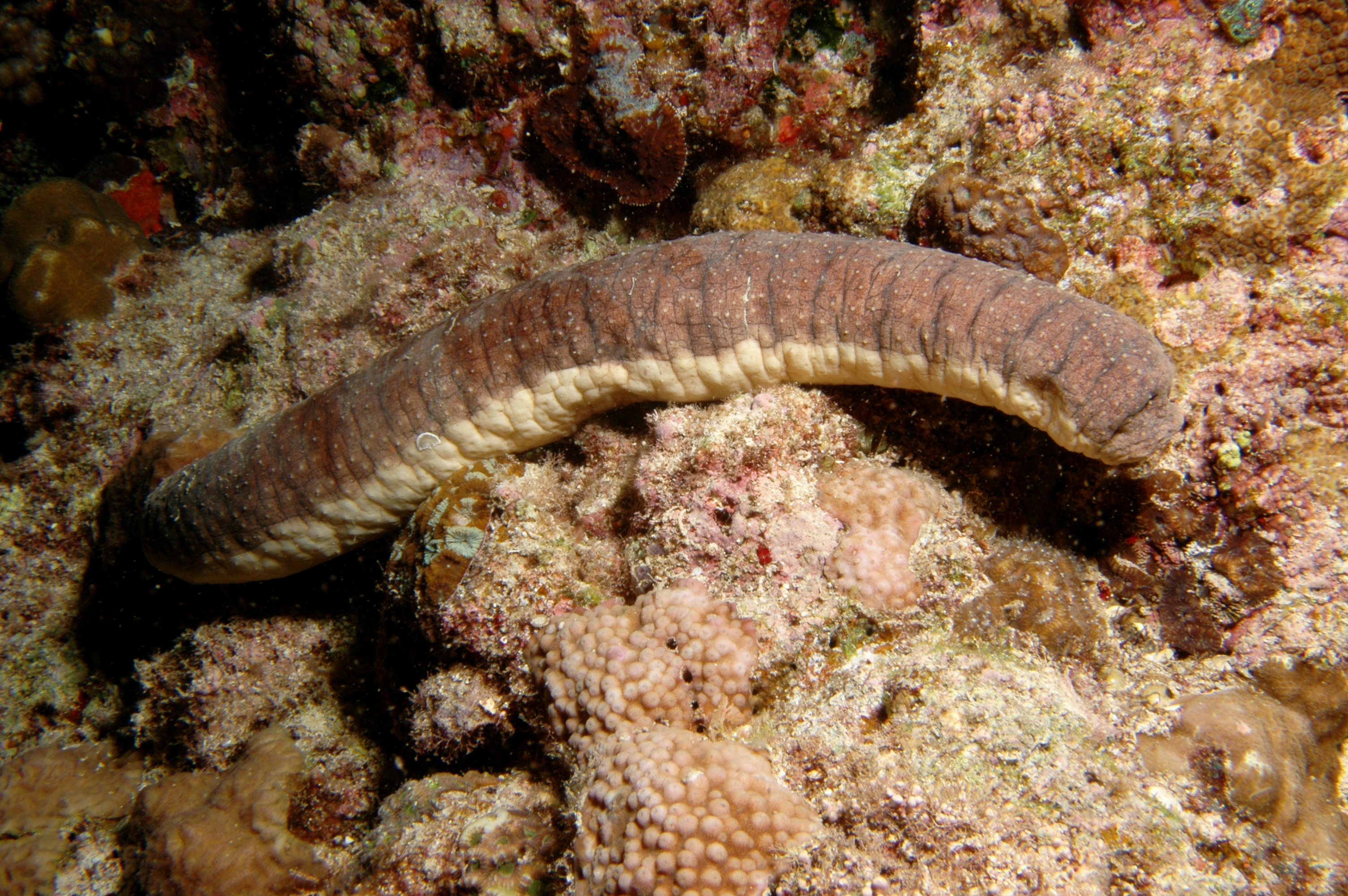
Holothuria edulis
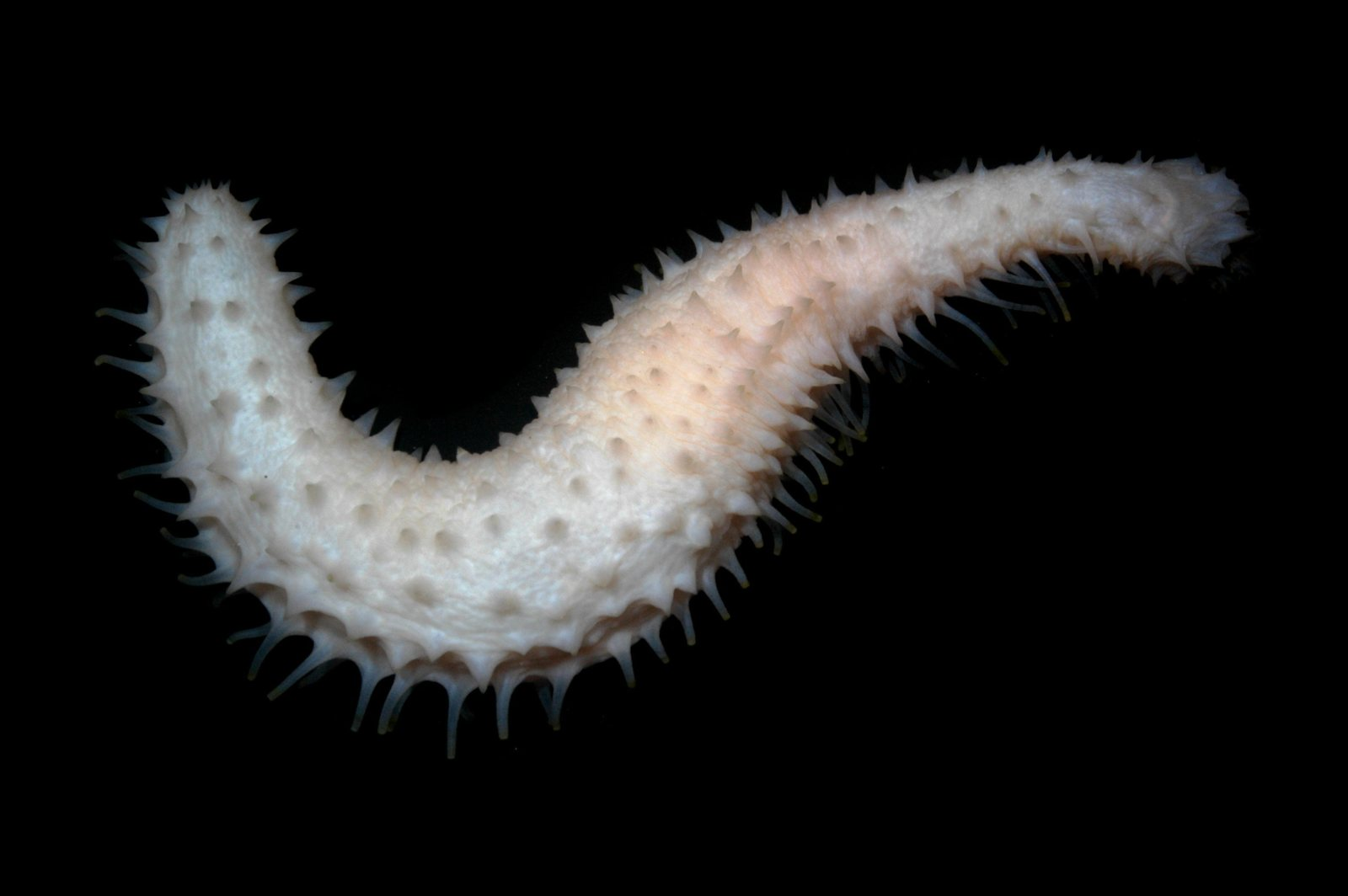
Labidodemas rugosum
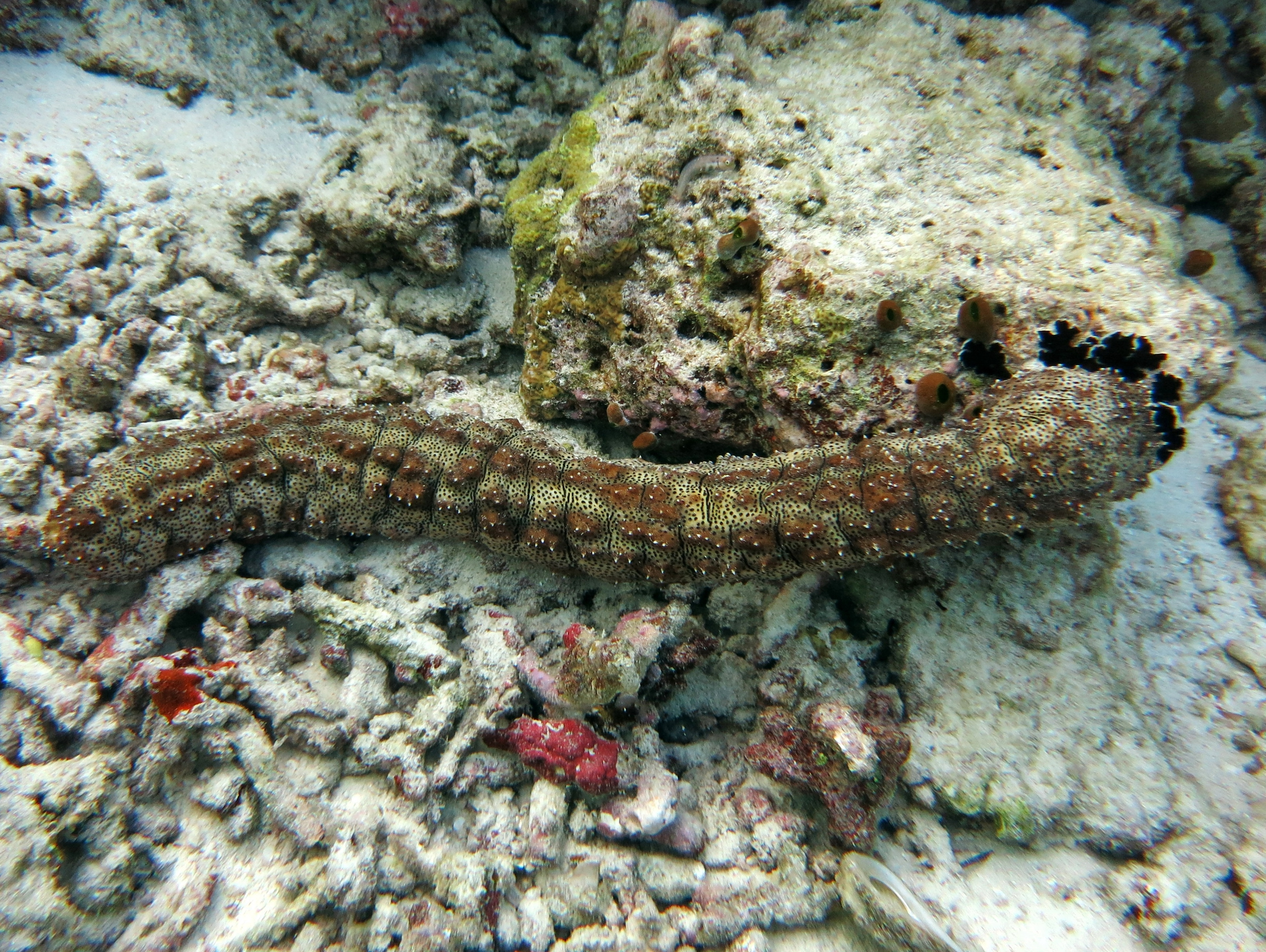
خیار دریایی گراف